# Niels Ebbesen
Pour les articles homonymes, voir Ebbesen.
Niels Ebbesen, mort en 1340, est un seigneur jutlandais célèbre pour son dévouement patriotique.

## Biographie
Le comte Gérard de Holstein s'étant rendu maître du Jutland et de la Fionie et ayant fait prisonnier le fils du roi Christophe II, Niels Ebbesen lui est dénoncé comme le meneur des nobles ligués contre lui. Loin de nier, Niels Ebbesen déclare à Gérard lui-même qu'il est prêt à le combattre partout où il le rencontre. Gérard le relâche néanmoins; mais quelques jours après, Niels Ebbesen, à la tête d'une soixantaine d'hommes, pénètre dans le château de l'usurpateur, l'y trouve endormi avec quelques compagnons, les égorge, soulève le peuple et court mettre le siège devant le château de Skanderborg. Les fils de Gérard vinrent l'y attaquer et essuient une défaite complète; mais le vainqueur trouve lui-même la mort dans son triomphe. L'action hardie de Niels Ebbesen commence l'œuvre de restauration qui est bientôt achevée par Waldemar. Elle fournit le sujet d'un grand nombre de poésies danoises et d'une tragédie de M. Sander. Niels Ebbesen meurt en 1340.